# 皮兰吉
皮兰吉是巴西圣保罗州的一个市镇。总面积215.791平方公里，总人口10164人，人口密度47.1人/平方公里。